# Leibniz-Gymnasium Östringen
Das Leibniz-Gymnasium Östringen ist ein allgemeinbildendes Gymnasium in Östringen im Landkreis Karlsruhe. Es ist eine der wenigen Schulen in Baden-Württemberg, die seit dem Schuljahr 2013/14 einen neunjährigen Zug wahlweise anbieten können. Es ist nach Gottfried Wilhelm Leibniz benannt.

## Profil
Die Schule bietet in der Unterstufe eine Streicherklasse an. In der Mittelstufe haben die Schüler Wahlmöglichkeit zwischen dem naturwissenschaftlichen Profil (NWT), dem sprachlichen Profil mit dritter Fremdsprache und dem sportlichen Profil. Seit dem Schuljahr 2018/2019 steht den Schülern ebenfalls das IMP-Profil (Informatik, Mathematik, Physik) zur Verfügung.
Für die Klassen 7 bis 10 des Gymnasiums wird seit einigen Jahren eine Robotik-AG angeboten. Bei ihrer ersten Teilnahme am Wettbewerb First Lego League der Universität Mannheim erreichten die Schüler einen vierten und fünften Platz. Das Gymnasium wurde von der Hopp Foundation im Bereich Informatik mit 37.800 Euro für den Zeitraum 2013/2014 gefördert. Mittlerweile wird eine Robotik-AG bereits für die 5. Klasse angeboten.
Das Gymnasium war von 1997 bis 2000 maßgeblich an der Publikation der Zeitschrift Monoid: Mathematikblatt für Mitdenker; eine mathematische Zeitschrift für Schüler-innen und Lehrer-innen beteiligt.
Mit dem Projekt „Wirtschaft macht Schule“ kooperiert das Leibniz-Gymnasium seit 2007 mit jährlich wechselnden Unternehmen und der IHK Karlsruhe.
Der Schulsanitätsdienst hat bereits mehrere Auszeichnungen des Deutschen Roten Kreuzes (DRK) erhalten. Bei Notfällen leisten Schüler des Schulsanitätsdienstes Erste Hilfe und können gegebenenfalls die Zeit bis zum Eintreffen eines Krankenwagens überbrücken. Seit dem Schuljahr 2023/24 trägt das Gymnasium außerdem die Auszeichnung "LRL-Herzensretter-Schule" für die Teilnahme an dem Projekt "Löwen Retten Leben". Hierbei wird in der Klassenstufe sechs im Klassenverband eine vereinfachte Reanimation beigebracht. Die gelernte Herzdruckmassage wird in der zehnten Klasse wiederholt.

## Persönlichkeiten
- Hermann Dischinger (1944–2020), (Lehrer), Mundartautor und -dichter
- Christian Heidrich (* 1960), (Lehrer), Theologe
- Klaus Gaßner (* 1962), (Schüler), Historiker und Kirchenmusiker
- Daniel Friedl (* 1989), (Schüler), Schauspieler
- Christian Klein (* 1980), (Schüler), SAP-Vorstandssprecher
- Maximilian Rolka (* 1996), (Schüler), Handballer